# 吐谷浑
吐谷浑（中古漢語擬音：tʰuoX jɨok ɦuən），也称吐浑、退浑、浑、浑末，是西晋至唐朝时期位于祁连山脉和黄河上游谷地（今青海）的一个民族與古代国家。其先祖是鮮卑慕容部，語言為古代蒙古語中的一個鮮卑語支系，移居至青海後，與羌族、藏族及漢族通婚。因其统治地区位于黄河以南，统治者又被封为“河南王”，因此被南朝称为河南国或河南，后不复见。公元663年被吐蕃征服，但其世袭王室汗族仍保留，与唐朝作战中成为吐蕃军队的重要来源，一部分东迁到唐朝，原部或者一直到公元9世纪才在今青海省境内消失。

## 歷史

### 建国
吐谷浑原为鲜卑慕容部的一支，先祖游牧于徒河青山（今辽宁省錦州东北），西遷源於鲜卑单于涉归庶长子慕容吐谷浑与慕容廆的矛盾。兩人是同父異母兄弟，慕容吐谷浑年長。兩人原本感情良好。後來慕容廆被挑撥，漸次疏遠，有一次以馬匹互咬為由而與慕容吐谷浑爭執，慕容吐谷浑不悅求去，雖慕容廆致歉合好，但慕容吐谷浑認為嫌隙已生，仍決定離開。西晉太康4年（283年），慕容吐谷浑率所部1700户西迁到今内蒙古自治区阴山。
313年左右，慕容吐谷浑又从阴山南下，至前凉之地枹罕（今甘肃临夏）。以此为根据地建国，子孙相承，向南、北、西三面拓展，统治今青海省、甘肃省南部、四川省西北等地的氐、羌民族。317年，慕容吐谷浑逝世，由他的長子吐延繼位。东晉咸和四年（329年），吐延被羌族酋長姜聰刺死，臨死時囑咐長子葉延保衛白兰道。及後，葉延繼位，在沙洲建立慕克川總部，並以吐延為氏，以吐谷渾為姓、族姓及國號。
葉延逝世後，碎奚嗣立。前秦建元七年（371年），他跟隨仇池氐王向前秦稱臣，被封為安遠將軍。後來，繼位的視連、視羆都臣服於西秦，被封為沙州牧、白蘭王。吐谷浑也因此被称作白兰王朝。期間，屢次不服都招來戰禍。
後秦弘始十年（408年），視羆之子樹洛干立，佔據莫河川（又稱慕賀川，今青海同德县巴沟），自稱為吐谷渾王，號稱茂寅可汗。411年，他揮軍击败南涼太子虎台，取得澆河地區。後來，雖曾敗於西秦，卻被西秦封為平狄將軍、赤水都護。自此，吐谷渾專心吸收人才，勢力越趨壯大，疆土東至洮河、龍涸（今四川省松潘），西達赤水、白蘭，北界黃河，南至大積石山。北望南涼，東接西秦。
540年，夸吕建都于伏俟城（今青海湖附近共和县铁卜卡古城）。

### 灭而复国
608年（隋大业四年），隋朝劝说铁勒进攻吐谷浑，吐谷浑大败东迁并向隋朝求救。隋炀帝派宇文述将兵迎之，吐谷浑畏隋兵之强，拒降西迁。宇文述遂攻入吐谷浑境内，连克曼头、赤水二城。吐谷浑大举南迁，其原有领土东西四千里、南北二千里皆被隋朝占领。隋朝在当地设置了鄯善、且末、西海、河源四郡。六年后的615年吐谷浑可汗伏允在青海复国，隋朝建制的鄯善、且末、西海、河源四郡全没。

### 唐傀儡政权
634年，吐谷浑侵犯唐朝边境。唐太宗以此为借口大举攻打吐谷浑。翌年，唐军获胜杀死吐谷浑可汗伏允。吐谷浑成为唐朝的属国，唐朝另立具有汉族血统的王室慕容融为可汗，但不久被臣民杀死。唐朝又扶持其子诺曷钵继位。吐谷浑大臣争权，国内大乱。
此时，吐蕃兴起于青藏高原一带，向四邻扩张。吐谷浑成为吐蕃与唐朝长期争夺的焦点。638年，吐蕃赞普松赞干布以吐谷浑挑拨离间唐蕃关系、阻挠和亲为由，联合象雄大举入侵吐谷浑，首领慕容诺曷钵率领的部族投唐，居于凉州。
658年，吐谷浑大臣素和贵叛逃吐蕃，将吐谷浑的虚实全部告诉了吐蕃大相噶尔·东赞域宋（即禄东赞）。随即吐蕃对吐谷浑展开大规模军事入侵。663年，吐蕃彻底占据吐谷浑全境，西平大长公主和诺曷钵带领数千帐吐谷浑百姓逃至唐朝的涼州，请求唐朝救援。唐高宗以凉州都督郑仁泰为青海道行军大总管，帅右武卫将军独狐卿云、辛文陵等分屯凉、鄯二州，遣左武卫大将军苏定方为凉州安集大使，保护吐谷浑残余势力，以备吐蕃。唐朝遣使谴责禄东赞。禄东赞也派人到唐朝谴责吐谷浑，并向唐朝请求和亲，遭唐朝拒绝。
670年，吐蕃入侵唐朝西域安西四镇，唐朝派右威卫大将军薛仁贵为逻婆道行军大总管，左卫员外大将军阿史那道真、右卫将军郭待封为副，率众十余万以攻打吐蕃，并试图让诺曷钵复位。唐军在大非川之战的惨败使诺曷钵复位的梦想彻底破灭。672年，诺曷钵及其部众被迁到鄯州。

### 汗国灭亡后在青海境内的吐谷浑人情况
另一部分吐谷浑人则留居故地，成为吐蕃属国，吐谷浑汗国被吐蕃所灭后，吐谷浑当中遂出现不少众多大、小王和可汗（其首领不一定是鲜卑人），全在吐蕃的监督之下。经公元663年吐蕃灭吐谷浑一战，吐谷浑彻底丧失了独立，其地名被吐蕃改为阿豺（ཨ་ཞ་）或者阿秦（ཨ་ཅི་），以吐谷浑一个部落的名字呼之。
根据敦煌文献《吐谷浑纪年残卷》记载，公元710年金城公主和亲吐蕃的时途经吐谷浑，受到吐谷浑王莫贺吐浑可汗（མ་ག་ཐོ་གོན་ཁ་གན་）、母后墀旁以及吐谷浑大尚论等王公贵族的盛大欢迎，并在翁域的佐地朋约都（ཙོ་གི་རྦོ་ཡོ་དུ）建造宫殿暂住。据学者林冠群，莫贺吐浑可汗、母后墀旁二人主要活动于706年至715年。据16世纪巴俄·祖拉陈瓦所撰《贤者喜宴》，这证实了公元640年文成公主和亲途经青海湖一带的吐谷浑部落已经归吐蕃统治之下。然而根据《新唐书》的记载，此时的吐谷浑由诺曷钵可汗统治，而非敦煌文献上的莫贺吐浑可汗。这位莫贺吐浑可汗也是敦煌文献上唯一的吐谷浑可汗，其具体在位时期以及其与诺曷钵之间关系都有待考证。
吐谷浑虽仍有诸王，但噶尔氏家族镇守吐谷浑之地以监督其内政。最初吐谷浑仍有官员的人事任免权；后来被收归吐蕃赞普，吐谷浑官员由吐谷浑王推荐、吐蕃赞普任命。被降为附庸的吐谷浑，其诸王多娶吐蕃王室为妻，因此藏文文献多在吐谷浑诸王名字前冠以“འབོན་”(威利轉寫：'bon)的头衔，“འབོན་”在古代藏语中有“甥”、“侄子”和“女婿”的意思。吐谷浑王在吐蕃众多小邦中地位非常崇高。727年，吐谷浑小王与尚·本登葱（ཞང་དཔོན་གདན་ཚོམ་）、韦·达扎恭略（དབའས་ཏ་ར་ཁོང་ལོད）同时被任命为贡论。779年，桑耶寺建成期间，赤松德赞召集各王公大臣举行信奉佛教的盟誓，吐谷浑王的名字居于群臣盟书的首位。在吐蕃的军事行动中，吐谷浑王是一支重要的军事力量。但与上层贵族不同的是，吐谷浑部落受吐蕃奴役多有不满，史料中不乏吐谷浑部落投奔唐朝的记载。噶尔氏镇守吐谷浑之地，禄东赞便长期带兵居住于此。在此后的唐蕃战争中，吐谷浑之地成为吐蕃进攻唐朝的重要根据地。禄东赞死后，其子论钦陵、论赞婆镇守吐谷浑。698年，论钦陵被赤都松赞杀死后，赞婆以吐谷浑部落七千帐投奔武周，安置在凉州洪源谷。根据敦煌遗书中的一份名叫《张议潮变文》的文献记载，张议潮曾大约在大中十年（856年）左右攻打吐谷浑（或为地名），大破之，擒杀其宰相三人，俘虏部众三百余及驼马牛羊两千多匹而归。由此简单的推测吐谷浑的消失应该可以算是在9世纪，但至五代期间，不见于敦煌文书记载。

## 經濟與風俗
吐谷浑地处青海高原，以畜牧业为主。白兰山（今青海省黄河源西北布尔汗布达山）出黄金、铜、铁，金属冶炼也比较发达。位于中西交通要道之一白蘭道，商队曾东至长江和黄河下游，西达波斯，南抵吐蕃、天竺。
吐谷浑男子服饰，著小袖，小口袴，大头长裙帽。帽上以罗幂遮住脸容，骑马可避风沙。吐谷浑妇女服饰与汉族妇女相似。但发式即辫发。以金花为首饰，特别是可敦则首戴“金花冠”，具有鲜卑遗风。
宗教信仰初崇尚萨满教，逐渐信奉佛教。514年立九层佛寺于益州。

## 现代后裔
现代学者研究认为，青海、甘肃一带的土族是吐谷浑的后裔。

### 引用
1. ↑  吐谷浑 （页面存档备份，存于） [DB/OL] [2024] // 陈至立．辞海. 7版网络版．上海：上海辞书出版社, 2020.
2. ↑  徐俊. . 湖北武昌: 华中师范大学出版社. 2000年11月: 137–140. ISBN 7-5622-2277-0.
3. ↑  林冠群 (2011)，唐代吐蕃史研究 pp.701，聯經出版公司
4. ↑  .   [2016-11-14]. （原始内容存档于2016-11-14）.
5. ↑  《贤者喜宴》摘译三，40页（总80页）
6. ↑  .   [2023-02-02]. （原始内容存档于2023-02-02）.

## 延伸阅读
[在维基数据编辑]
 《欽定古今圖書集成·方輿彙編·邊裔典·吐谷渾部》，出自陈梦雷《古今圖書集成》
 《晉書·卷097》，出自房玄齡《晉書》
 《宋書·卷96》，出自沈约《宋书》
 《南齊書·卷59》，出自萧子显《南齊書》
 《梁書/卷54》，出自姚思廉《梁書》
 《魏書·卷101》，出自魏收《魏书》
 《周書·卷50》，出自令狐德棻《周書》
 《南史·卷79》，出自李延壽《南史》
 《北史/卷096》，出自李延壽《北史》
 《隋書·卷83》，出自魏徵《隋书》
 《舊唐書·卷198》，出自刘昫《舊唐書》
 《新唐書·卷221上》，出自《新唐書》
 《新五代史·卷74》，出自歐陽修《新五代史》

## 外部連結
- 伏俟故城：吐谷渾立國古都（页面存档备份，存于）